# Lily van der Stokker
Cornelia Leonarda Anna Maria (Lily) van der Stokker ('s-Hertogenbosch, 29 maart 1954) is een Nederlandse beeldend kunstenaar.

## Leven en werk
Lily van der Stokker volgde van 1975 tot 1979 een opleiding aan de Academie voor Beeldende Kunsten Sint-Joost te Breda. Als kunstenaar is ze actief als grafisch ontwerper, schilder, tekenaar, beeldhouwer en fotograaf. Ze is gevestigd (geweest) in Breda, Amsterdam en New York. In laatstgenoemde stad had ze in de jaren 1980 een galerie. Van der Stokker brak in de jaren 1990 internationaal door.

## Thema's
Keurige meisjeshandschriften, bloemen, wolken, krullen en pastelkleuren; de beeldtaal van Van der Stokker roept vragen op over wat we als typisch 'vrouwelijk' beschouwen. Haar inspiratie vindt ze ook in het gewone en alledaagse wat onder meer tot uiting komt in de teksten in haar tekeningen en muurschilderingen over schoonmaken, boodschappen doen en doktersbezoek. 'Pulling hairs from the drain' is een voorbeeld van zo'n tekst. Aangezien Van der Stokker zich niet conformeert zich aan de heersende normen over goede smaak kan haar werk worden gesitueerd in de traditie van de feministische kunst. Van der Stokker maakt met name muurschilderingen, soms gecombineerd met ruimtelijke elementen, en werk op papier.

## Werken in de openbare ruimte
Een voorbeeld van een werk van Van der Stokker in de publieke ruimte is Celestial Teapot (2013, Utrecht). In 2021 was een werk van Van der Stokker een half jaar lang te zien op het snijvlak van de publieke ruimte en haar eigen huis. Daar maakte ze op uitnodiging van Welcome Stranger het werk Dakterras met Bubbelbad. 

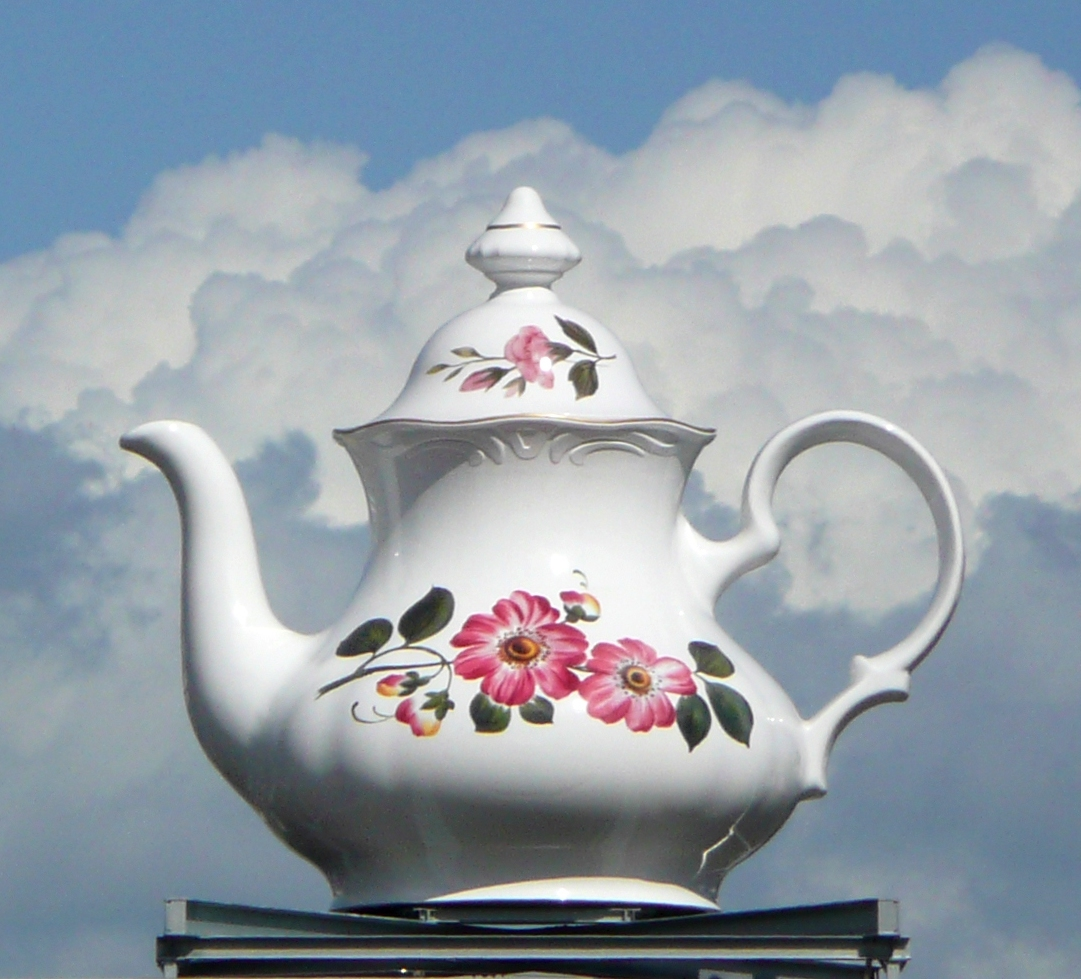
De 7 meter hoge Celestial Teapot (2013) te Utrecht
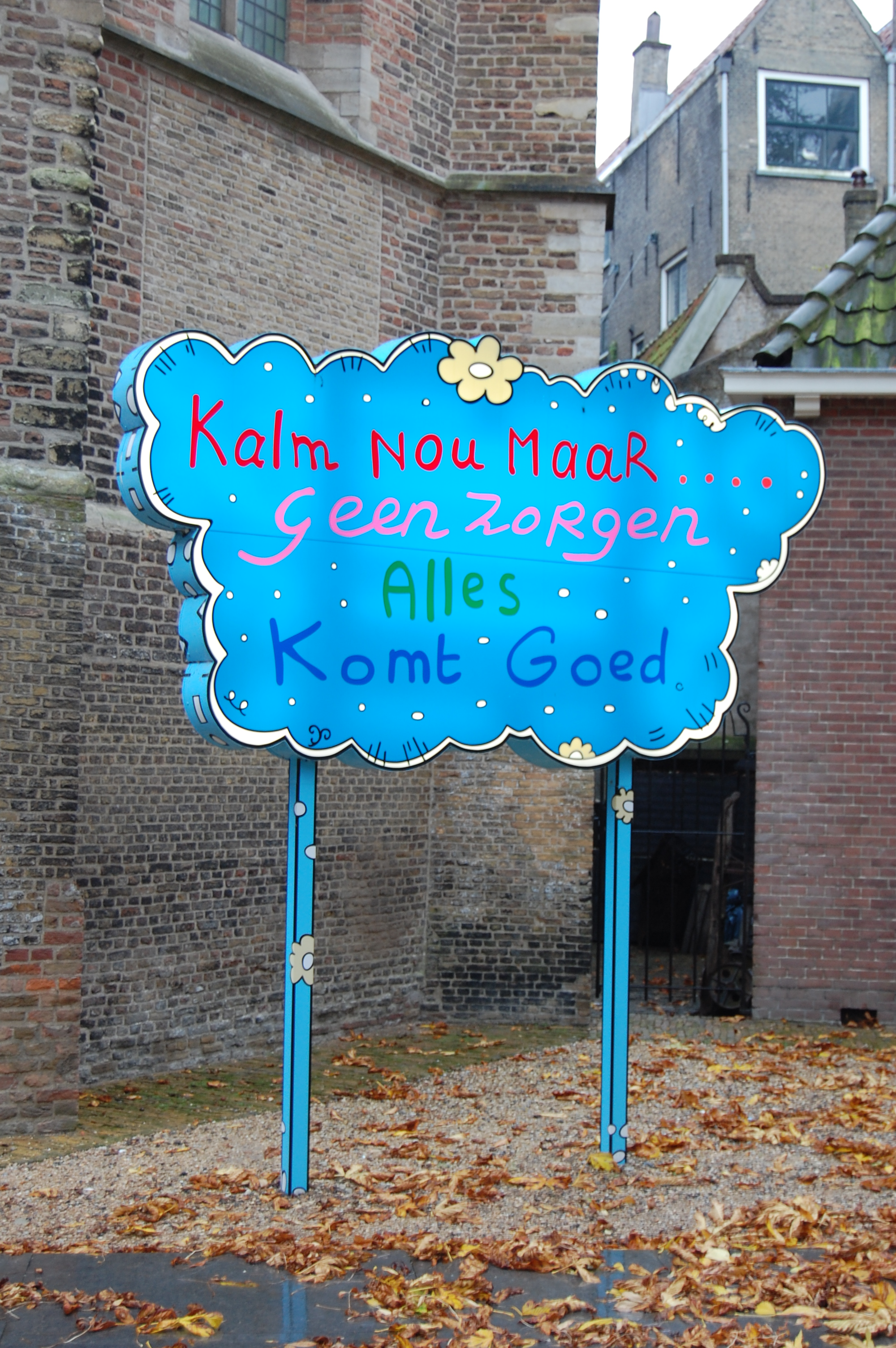
Kalm nou maar...

## Tentoonstellingen
Er waren tentoonstellingen in het Walker Art Center (VS), Centre Pompidou (Parijs), Tate St Ives (2010, Engeland), New Museum of Contemporary Art (2013, New York), het Hammer Museum (2015, Los Angeles). Friendly Good in het Stedelijk Museum (2018-2019, Amsterdam) presenteerde een overzicht van het oeuvre van Lilly van der Stokker.

## Prijzen
In 2016 ontving Lily van der Stokker de Wolvecampprijs en in 2021 de Jeanne Oosting Prijs voor schilderkunst.